# Прапор Білоруської РСР
Пра́пор Білоруської РСР (біл. Сцяг Беларускай ССР) — державний символ Білоруської РСР.
25 грудня 1951 року Президія Верховної Ради БРСР ухвалила стяг із горизонтально розташованими смугами: верхньою — червоного кольору (2/3 ширини прапора), і нижньою — зеленого кольору (1/3 ширини прапора) з зображенням у верхній частині золотих серпа та молота і над ними — червоної п'ятипроменевої зірки, обрамленої золотою каймою. У древка вертикально розташований білоруський національний орнамент білого кольору на червоному полі, що становить 1/9 довжини прапора. Відношення ширини прапора до його довжини 1:2.
Проіснував до виходу Білорусі зі складу СРСР. Нині Республікою Білорусь використовується модифікація останньої редакції прапора Білоруської РСР без комуністичної символіки.

## Галерея прапорів Білоруської РСР

У 1919 році
З 1919 по 1937 роки
З 1937 до початку 1940-х років
З початку 1940-х до 1951 року